# Изтравничеви
Изтравничеви (Aspleniaceae) е семейство в разред Многоножкоцветни, група папратовидни растения.

## Родове
Включва два рода
- Asplenium - изтравниче
- Hymenasplenium

## Избрани видове
Представени полезни видове в от сем. Изтравничеви в България:
- Обикновено изтравниче, страшниче – Asplenium trichomanes L.
- Северно изтравниче, страшниче – Asplenium septentrionale (L.) Hoffm.
- Златиста папрат – Asplenium ceterach или Ceterach officinarum DC.
- Волски език – Asplenium scolopendrium или Phyllitis scolopendrium (L.) New.
- Изтравниче (Страшниче) стенно - Asplenium ruta-muraria L.
- Изтравниче (Страшниче) черно - Asplenium adiantum-nigrum L.